# Волфганг (Пфалц-Ноймаркт)
Волфганг фон Пфалц, наричан Стари (на немски: Wolfgang von der Pfalz, der Ältere; * 31 октомври 1494, Хайделберг; † 2 април 1558, Ноймаркт) от фамилията Вителсбахи, е пфалцграф на Ноймаркт и щатхалтер на Горен Пфалц.

## Живот
Той е осмият син на пфалцграф Филип (1448 – 1508), курфюрст на Пфалц, и на Маргарета Баварска (1456 – 1501), дъщеря на херцог Лудвиг IX от Бавария-Ландсхут и съпругата му принцеса Амалия от Саксония. Наследник на баща му като курфюрст става най-големият му брат Лудвиг V.
Волфганг е предвиден за духовническа кариера, първо е домхер в Аугсбург, Вюрцбург и Шпайер и от 1515 г. ректор магнификус на университет във Витенберг до 1524 г.
От 1522 г. Волфганг е рицар на Тевтонския орден и през 1524 г. получава „Депутат“ Ноймаркт и 1544 г. става щатхалтер на Горен Пфалц в Амберг. Той помага на учените и умира неженен и бездетен. Погребан е в църквата „Св. Дух“ в Хайделберг.